# Ichthyodes papuana
Ichthyodes papuana là một loài bọ cánh cứng trong họ Cerambycidae.